# Episema amasina
Episema amasina är en fjärilsart som beskrevs av Bang-haas. Episema amasina ingår i släktet Episema och familjen nattflyn. Inga underarter finns listade i Catalogue of Life.